# IC 4280
IC 4280 — компактная вытянутая спиральная галактика типа Sbc в созвездии Гидра. Прямое восхождение — 13 час 32 минута и 53.4 секунды. Склонение -24° 12' 55". Видимые размеры — 1,10' × 0,9'. Видимая звёздная величина — 12,7. Поверхностная яркость — 12,5 mag/arcmin2. Этот объект входит в число перечисленных в оригинальной редакции «Нового общего каталога».